# Kirby Tilt 'n' Tumble
Kirby Tilt 'n' Tumble (コロコロカービィ?, Korokoro Kābī, Korokoro Kirby, lett. "Roly-Poly Kirby" o "Kirby rotolante") è un videogioco rompicapo d'azione sviluppato da HAL Laboratory e pubblicato da Nintendo per la console portatile Game Boy Color. È stato pubblicato in Giappone il 23 agosto 2000 e in Nord America il 9 aprile 2001. A causa della cartuccia con un accelerometro incorporato, ha una forma unica, oltre a un colore rosa trasparente caratteristico in riferimento a Kirby.

## Trama
Kirby sta facendo un sonnellino su una nuvola, quando viene svegliato mentre passa un Waddle Dee, portando un paraurti rotondo simile a un flipper. Vedendo poi King Dedede portare un lungo paraurti, sospetta delle intenzioni del re e lo segue su una Stella Warp, determinato a scoprire cosa stia combinando. Successivamente, Kirby apprende che Dream Land ha perso le sue stelle e parte per recuperarle. Inoltre, sono stati collocati dei respingenti in giro per Dream Land così da ostacolare Kirby nel caso tentasse di recuperare le stelle. Kirby allora si imbarca in questa nuova avventura.

## Modalità di gioco
Kirby Tilt 'n' Tumble utilizza una serie di accelerometri per controllare Kirby. L'obiettivo del gioco è guidare Kirby verso l'obiettivo del livello entro il tempo assegnato inclinando il Game Boy nella direzione in cui il giocatore desidera spostarlo. Il gioco registra un'azione quando il giocatore scuote rapidamente il Game Boy ruotandolo verso se stesso (come se stesse lanciando una frittella); così facendo, Kirby verrà lanciato in aria. Il gioco ruota attorno alla raccolta delle numerose stelle disseminate nei livelli. Per completare il gioco, il giocatore deve raccogliere la stella rossa di ogni livello. Questo permetterà di sbloccare i mondi bonus, versioni leggermente più difficili nelle quali i giocatori hanno meno tempo a disposizione.
Il timer esegue il conto alla rovescia fino a quando il giocatore non ha raggiunto la fine del livello. Il giocatore può aumentare il timer facendo rotolare Kirby sulle tessere dell'orologio, fermando la roulette sul timer, raccogliendo orologi che aggiungono dieci secondi o superando i checkpoint. Quando il timer scende al di sotto di 50 secondi, suona un allarme, avvertendo il giocatore di affrettarsi e finire il livello, e la musica muta in una versione più veloce. Se il limite di tempo raggiunge lo zero, Kirby perderà una vita.

## Sviluppo
Lo sviluppo di Kirby Tilt 'n' Tumble ebbe inizio nell'aprile 1999. Originariamente era intitolato Koro Monkey ( Monkey Tilt 'N Tumble ) e aveva come protagonista una scimmia. Dopo aver discusso con Shigeru Miyamoto, gli sviluppatori cambiarono il personaggio in Kirby. Il gioco fu pubblicato in Giappone il 23 agosto 2000. Venne poi reso disponibile in Nord America l'11 aprile 2001. Non è tuttavia uscito al di fuori di questi due territori.

## Accoglienza
| Testata                            | Giudizio |
| ---------------------------------- | -------- |
| GameRankings (media al 09-12-2019) | 83%      |
| AllGame                            | 3/5      |
| Electronic Gaming Monthly          | 6,17/10  |
| Famitsū                            | 30/40    |
| Game Informer                      | 8,75/10  |
| GamePro                            | 3/5      |
| GameSpot                           | 8,3/10   |
| IGN                                | 9/10     |
| Nintendo Power                     | 4/5      |

Kirby Tilt 'n' Tumble ha ricevuto recensioni "favorevoli" secondo il sito di aggregazione di recensioni GameRankings. Ha debuttato al numero quattro dalla società americana di ricerche di mercato NPD TRSTS per il mese di aprile 2001. Game Informer ha affermato che sebbene il concetto del gioco "sembra abbastanza semplice, in realtà si traduce in uno degli scenari di gioco più drammatici e ad alta tensione mai visti su qualsiasi sistema".
È stato elencato tra i migliori giochi per Game Boy da Game Informer nel 2014. Classificando i giochi Kirby per il suo 25º anniversario, lo staff di USGamer lo ha classificato come il peggior gioco spin-off della serie. La scrittrice Caty McCarthy lo ha definito "un po' orribile", aggiungendo che questo non era uno dei giochi divertenti della serie pubblicati per Game Boy e Game Boy Advance.
È stato il sesto gioco per Game Boy Color più venduto in Giappone, con 563 914 copie vendute.

## Sequel annullato
Un sequel del gioco originale, intitolato Kirby Tilt 'n' Tumble 2, è stato mostrato al Nintendo Space World 2001, ed era in fase di sviluppo per GameCube. Era inoltre previsto che permettesse la connettività per Game Boy Advance . Il designer di videogiochi Shigeru Miyamoto rivelò il gameplay, mostrando Kirby che cadeva da una sporgenza sullo schermo televisivo sullo schermo del Game Boy Advance. Affermò inoltre che il giocatore avrebbe potuto creare "programmi", come i minigiochi, nella cartuccia del gioco. Originariamente previsto per il maggio 2002,  il gioco è stato ribattezzato Roll-O-Rama, sostituendo Kirby con una palla di marmo. Sebbene mostrato all'E3 2002, non è stato mai pubblicato.